# Silvia Di Natale
Silvia Di Natale (Genova, 5 aprile 1951) è una scrittrice, artista e sociologa italiana, vincitrice del Premio Grinzane Cavour e del Premio Bagutta.

## Biografia

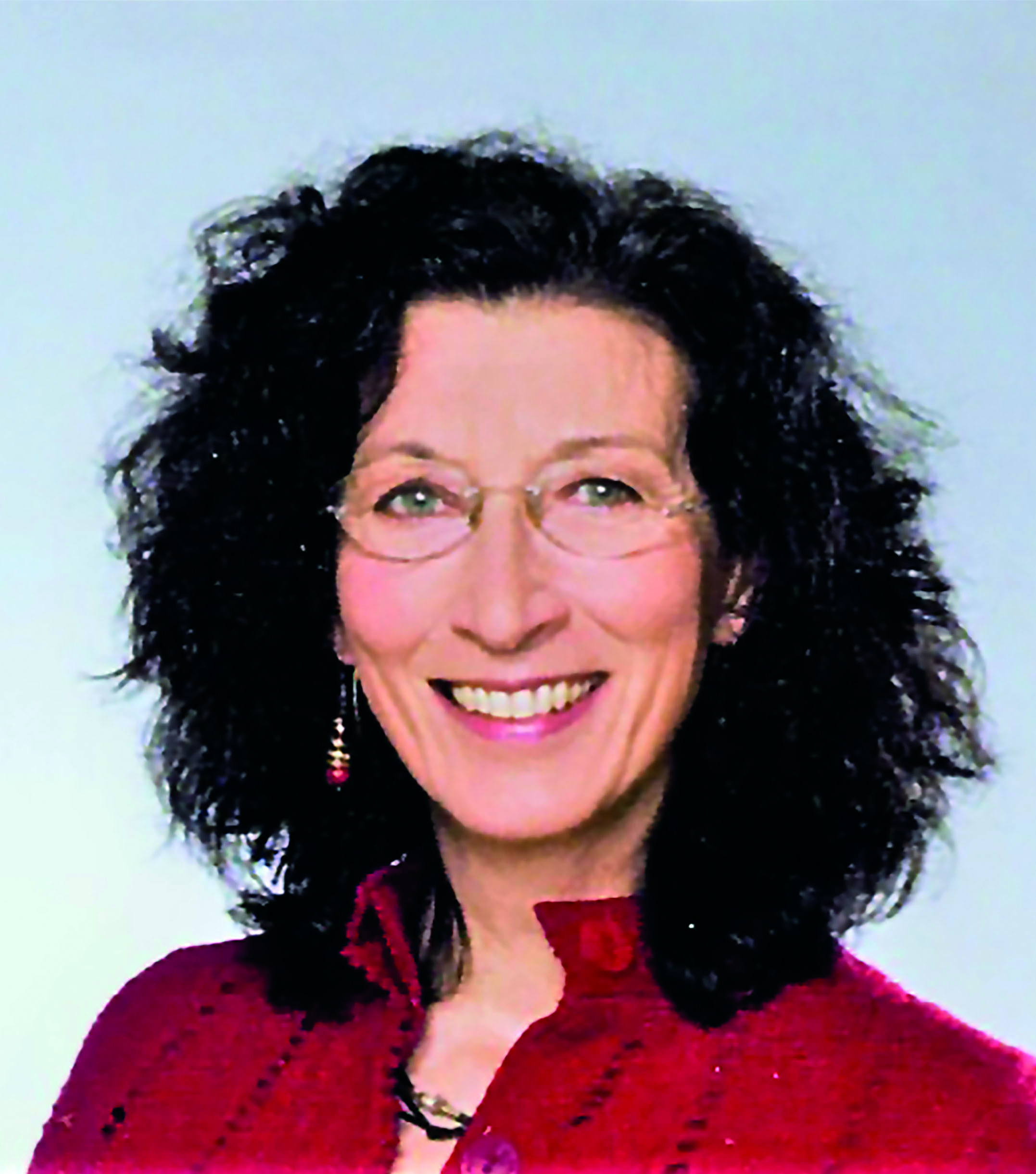
Silvia Di Natale

A causa dei continui trasferimenti del padre, vive in diverse città italiane, fino a stabilirsi a Milano, dove frequenta il liceo classico "G. Berchet" e poi l'Università Statale degli Studi. Nel 1974 si laurea in Lettere Moderne a Milano.
Dal 1973 al 1984 abita a Monaco di Baviera, dove insegna nei corsi di terza media per i lavoratori italiani.
Dopo un anno di viaggio in Asia, si iscrive alla "Ludwig-Maximilians-Universität" di Monaco alla facoltà di scienze sociali. Nel 1983 si laurea con una tesi sui pastori della Sardegna.
Nel 1982 trascorre un altro anno in viaggio in India, insieme a Gerhard, medico psichiatra, suo marito.
Dal 1984 abita a Ratisbona, dove prende parte alla ricerca sulle “Organizzazioni cooperative regionali e locali per mitigare la disoccupazione rurale in Andalusia”, presso l'Università di Ratisbona. Nel frattempo lavora alla tesi sui lavoratori del campo andalusi, con cui nel 1993 consegue il dottorato di ricerca.
Nel 1993 si dedica all'aggressività infantile, svolgendo la ricerca: "Come i bambini giudicano l'aggressività" presso l'Istituto di Psicologia dell'Università di Ratisbona. A questo progetto segue nel 2000 quello per l'Università di Hildesheim, in Sassonia: "Giudizio normativo e comportamento aggressivo. Una ricerca empirica tra bambini aggressivi e non aggressivi della scuola elementare”.
Nel 1997 comincia le ricerche per il suo primo romanzo: “Kuraj”, che viene pubblicato nel 2000 dalla casa editrice Feltrinelli di Milano, vince tra gli altri il premio Bagutta ed viene tradotto in inglese, francese, olandese, spagnolo e tedesco.
Da allora Silvia Di Natale si dedica principalmente alla scrittura e pubblica per la Feltrinelli altri tre romanzi: “Il giardino del luppolo” (2004), “L'ombra del cerro” (2006), che vince il premio Grinzane Cavour, e “Vicolo verde” (2008). Nel 2009 esce presso la casa editrice Piemme “La ragazza di Ratisbona”. Il libro per ragazzi: “La città nel deserto nero”, viene pubblicato nel 2006 dalla casa editrice De Agostini.
Accanto alla scrittura Silvia Di Natale svolge anche un'attività di scultrice, lavorando marmo, bronzo e legno. La mostra “Parole nel legno”, 12 statue a ricordo della guerra nel Cossovo, viene esposta a Ratisbona, Wolfsburg, Hildesheim, Cuxhaven e Osnabrück.
Da menzionare è anche la sua attività come presidente del “Consiglio degli stranieri” del comune di Ratisbona, svolta dal 1998 al 2001.
Dal 2013 Silvia Di Natale è docente di scrittura creativa italiana presso la Ludwig-Maximilians-Universität di Monaco.

## Romanzi
- Aspettami tra i fiori del caffè (PIEMME, 2014)
- Milleviite. Viaggio in Colombia (Feltrinelli, 2012)
- La ragazza di Ratisbona (PIEMME, 2009)
- Vicolo Verde (Feltrinelli, 2008)
- La città nel deserto nero  (De Agostini, 2007)
- L'ombra del cerro (Feltrinelli, 2006)
- Il giardino del luppolo (Feltrinelli, 2004)
- Kuraj (Feltrinelli, 2000)
- Die andalusischen Landarbeiter. Geschichte, Lebenswelt, Handlungsstrategien [dottorato di ricerca] (Leske + Budrich, 1994)

## Pubblicazioni
- Binario Nove: "Monaco d'autore" - Antologia (Morellini, 2016)
- "La caponatina della nonna di Modica" (Emma Books, 2015)
- "El amorcito di Estrella" (ZOOM Feltrinelli, 2012)
- "La ragazza che si dissolse nell'aria" (ZOOM Flash, 2012)
- "La pillola per Zahira: Noi non restiamo a guardare" - Medici senza frontiere nel mondo. lettere e testimonianze (Feltrinelli, 2012)
- Il Risveglio di Roxana: Mondi al limite - 9 scrittori per medici senza frontiere (Feltrinelli, 2008)

## Mostre
- 2020     Novembre 2019 - Aprile 2020: mostra personale "Moderne Zeiten" nel apoBank Augsburg
- 2019      Novembre - Dicembre: Partecipazione nella mostra "Schattenwelten" a Wasserburg
- Aprile - Maggio: mostra personale "Parole in legno" nel apoBank Monaco di Baviera
- Gennaio: Ebersberg mostra top 10:: "Le tre grazie" nel Municipio di Ebersberg
- 2018      Mostra personale „Parole in legno 2018“ Municipio di Ebersberg
- 2017      Aufstellung des „Bacchus Bavaricus“ Municipio di Ebersberg
- 2017      Mostra participativa, Kunstverein Ebersberg
- 2016      Statua in legno „L'abbraccio“ per il crematorio di Hemau
- 2016      Mostra participativa, Kunstverein Ebersberg
- 2015      Mostra participativa, Kunstverein Ebersberg:
- La Statua in legno „Olma“ vince un premio pubblico
- 2014      Mostra nella "Kreditbank" Monaco di Baviera
- 2004 –
- 2019      Mostra personale „Parole in legno"
- 2004      Mostra a Sestino (Arezzo)
- 2001      Hildesheim, Kreishaus
- Osnabrück, Erich-Maria-Remarque-Zentrum
- Wolfsburg, Rathaus
- 1999      Ratisbona, Säulenhalle nel Thon-Dittmer-Palais
- 1997      „Fatto di un tronco“, Ratisbona
- 1995      Mostra partecipativa del  "Kunst-und Gewerbeverein" Ratisbona